# عكرش ساحلي
العكرش الساحلي (باللاتينية: Aeluropus littoralis) نوع نباتي يتبع جنس العكرش من الفصيلة النجيلية.

## الموئل والانتشار
موطنه المشرق العربي ومصر والمغرب العربي وتركيا والقوقاز وحوض البحر الأبيض المتوسط وحوض البحر الأسود.

## مرادفات للاسم العلمي
- (باللاتينية: Aeluropus hirsutus Munro [Invalid])
- (باللاتينية: Aeluropus intermedius Regel)
- (باللاتينية: Aeluropus korshinskyi Tzvelev)
- (باللاتينية: Aeluropus laevis var. dasyphyllus Trautv.)
- (باللاتينية: Aeluropus micrantherus Tzvelev)
- (باللاتينية: Aeluropus pungens (M.Bieb.) K.Koch)
- (باللاتينية: Aeluropus pungens var. hirtulus S.L.Chen & X.L.Yang)
- (باللاتينية: Aeluropus sinensis (Debeaux) Tzvelev)
- (باللاتينية: Agrostis pungens Pall. ex Georgi [Illegitimate])
- (باللاتينية: Calotheca littoralis (Gouan) Spreng.)
- (باللاتينية: Chamaedactylis maritima T.Nees)
- (باللاتينية: Dactylis distichophylla Brign.)
- (باللاتينية: Dactylis littoralis (Gouan) Willd.)
- (باللاتينية: Dactylis maritima Schrad. [Illegitimate])
- (باللاتينية: Koeleria littoralis (Gouan) Bory & Chaub.)
- (باللاتينية: Melica littoralis (Gouan) Raspail)
- (باللاتينية: Poa littoralis Gouan)
- (باللاتينية: Poa pungens M.Bieb. [Illegitimate])
- (باللاتينية: Triticum supinum Schrank)